# Province nord-occidentali
La Province nord-occidentali (in inglese: North-Western Provinces) era una agenzia dell'India britannica. Le province nord-occidentali vennero istituite nel 1836 dall'unione delle Province cedute e conquistate. Nel 1858, il regno di Oudh venne annesso ed unito alle province nord-occidentali per costituire le Province nord-occidentali e Oudh. Nel 1902, questa provincia venne riorganizzata per costituire le Province unite di Agra ed Oudh. Allahabad fu capitale della provincia sino al 1858, quando divenne capitale dell'India per un sol giorno.

## Area
La provincia includeva tutte le divisioni dell'attuale stato di Uttar Pradesh con l'eccezione della divisione di Lucknow e della divisione di Faizabad di Awadh. Tra le altre regioni vi erano il Territorio di Delhi dal 1836 al 1858, quando quest'ultimo divenne parte della provincia del Punjab dell'India britannica; l'Ajmer ed il Merwara, nel 1832 e nel 1846, rispettivamente, sino al 1871, quando l'Ajmer-Merwara divenne una provincia minore dell'India britannica; ed i territori di Saugor e Nerbudda dal 1853 al 1861, quando vennero assorbiti dalle Province Centrali.

## Amministrazione
Le province nord-occidentali erano governate da un luogotenente governatore, nominato dalla Compagnia britannica delle Indie orientali dal 1836 al 1958 e dal governo inglese dal 1858 al 1902.
Nel 1856, dopo l'annessione dello stato di Oudh, le Province nord-occidentali divennero parte delle più grandi Province nord-occidentali ed Oudh. Nel 1902, quest'ultima provincia venne rinominata i Province unite di Agra e Oudh; nel 1904, la regione venne rinominata Provincia di Agra.